# Sam Perkins
Samuel Bruce Perkins, detto Sam (Brooklyn, 14 giugno 1961), è un ex cestista e allenatore di pallacanestro statunitense, professionista nella NBA.

## Carriera
I Dallas Mavericks lo scelsero per quarto nel draft NBA 1984, uno solo dopo Michael Jordan per i Chicago Bulls. Prima di allora Perkins aveva vinto il titolo NCAA nel 1982 con North Carolina University e la medaglia d'oro olimpica a Los Angeles 1984. In carriera ha raggiunto i playoff NBA in 13 occasioni su 15 stagioni.
Come rookie con i Mavericks nel 1984-85, Perkins realizzò in media 11,0 punti e 7,4 rimbalzi (18,8 punti nei play-off) e fece parte dell'NBA All-Rookie Team. Nei cinque anni successivi a Dallas siglò in media fra i 14,2 ed i 15,9 punti e fra i 7,5 ed i 8,6 rimbalzi a partita. I Mavericks nel 1987-88 arrivarono alle Western Conference Finals, annoverando nelle sue file anche Mark Aguirre e Roy Tarpley.
Nel 1990 Perkins divenne free-agent e firmò per i Los Angeles Lakers. Riunito con il compagno di università James Worthy in una squadra condotta da Magic Johnson, finì secondo nella Pacific Division. Quindi intrapresero un cammino sorprendente, arrivando alle finali NBA contro Chicago Bulls. I Lakers persero 4-1 e l'unica vittoria fu firmata da un tiro da tre all'ultimo secondo di Perkins.
Fu trasferito ai Seattle SuperSonics nei 1992-93 e continuò nel suo ruolo di ala-pivot con la mano calda da tre punti, caratteristica rara per un lungo negli anni 90. Nel 1995-96 partendo dalla panchina, fu l'unico giocatore di Seattle a giocare tutte le partite e aiutò la squadra a raggiungere le finali NBA in cui incontrò di nuovo i Bulls che vinsero 4 a 2. Ha terminato la sua carriera negli Indiana Pacers con i quali ha raggiunto nel 2000 la sua terza finale NBA contro i Lakers che hanno avuto la meglio per 4 a 2.

## Statistiche
| † | Denota le stagioni in cui ha vinto il titolo |

### NCAA
| Anno       | Squadra             | PG  | PT | MP   | TC%  | 3P%  | TL%  | RP  | AP  | PRP | SP  | PP   |
| ---------- | ------------------- | --- | -- | ---- | ---- | ---- | ---- | --- | --- | --- | --- | ---- |
| 1980-1981  | N. Carol. Tar Heels | 37  | -  | 30,1 | 62,6 | -    | 74,1 | 7,8 | 0,7 | 0,6 | 1,8 | 14,9 |
| 1981-1982† | N. Carol. Tar Heels | 32  | -  | 35,7 | 57,8 | -    | 76,8 | 7,8 | 1,1 | 1,0 | 1,7 | 14,3 |
| 1982-1983  | N. Carol. Tar Heels | 35  | -  | 33,5 | 52,7 | 25,0 | 81,9 | 9,4 | 1,3 | 1,2 | 1,9 | 16,9 |
| 1983-1984  | N. Carol. Tar Heels | 31  | -  | 33,2 | 58,9 | -    | 85,6 | 9,6 | 1,6 | 0,9 | 1,9 | 17,6 |
| Carriera   | Carriera            | 135 | -  | 33,0 | 57,6 | 25,0 | 79,6 | 8,6 | 1,2 | 0,9 | 1,8 | 15,9 |

### NBA

#### Regular season
| Anno      | Squadra          | PG   | PT  | MP   | TC%  | 3P%  | TL%  | RP  | AP  | PRP | SP  | PP   |
| --------- | ---------------- | ---- | --- | ---- | ---- | ---- | ---- | --- | --- | --- | --- | ---- |
| 1984-1985 | Dallas Mavericks | 82   | 42  | 28,3 | 47,1 | 25,0 | 82,0 | 7,4 | 1,6 | 0,8 | 0,8 | 11,0 |
| 1985-1986 | Dallas Mavericks | 80   | 79  | 32,8 | 50,3 | 33,3 | 81,4 | 8,6 | 1,9 | 0,9 | 1,2 | 15,4 |
| 1986-1987 | Dallas Mavericks | 80   | 80  | 33,6 | 48,2 | 35,2 | 82,8 | 7,7 | 1,8 | 1,4 | 1,0 | 14,8 |
| 1987-1988 | Dallas Mavericks | 75   | 75  | 33,3 | 45,0 | 16,7 | 82,2 | 8,0 | 1,6 | 1,0 | 0,7 | 14,2 |
| 1988-1989 | Dallas Mavericks | 78   | 77  | 36,7 | 46,4 | 18,4 | 83,3 | 8,8 | 1,6 | 1,0 | 1,2 | 15,0 |
| 1989-1990 | Dallas Mavericks | 76   | 70  | 35,1 | 49,3 | 21,4 | 77,8 | 7,5 | 2,3 | 1,2 | 0,8 | 15,9 |
| 1990-1991 | L.A. Lakers      | 73   | 66  | 34,3 | 49,5 | 28,1 | 82,1 | 7,4 | 1,5 | 0,9 | 1,1 | 13,5 |
| 1991-1992 | L.A. Lakers      | 63   | 63  | 37,0 | 45,0 | 21,7 | 81,7 | 8,8 | 2,2 | 1,0 | 1,0 | 16,5 |
| 1992-1993 | L.A. Lakers      | 49   | 49  | 32,4 | 45,9 | 17,2 | 82,9 | 7,7 | 2,6 | 0,8 | 1,0 | 13,7 |
| 1992-1993 | Seattle S.Sonics | 30   | 13  | 25,4 | 51,1 | 45,2 | 79,5 | 4,8 | 0,9 | 0,7 | 1,0 | 12,1 |
| 1993-1994 | Seattle S.Sonics | 81   | 41  | 26,8 | 43,8 | 36,7 | 80,1 | 4,5 | 1,4 | 0,8 | 0,4 | 12,3 |
| 1994-1995 | Seattle S.Sonics | 82   | 37  | 28,7 | 46,6 | 39,7 | 79,9 | 4,9 | 1,6 | 0,9 | 0,5 | 12,7 |
| 1995-1996 | Seattle S.Sonics | 82   | 20  | 26,5 | 40,8 | 35,5 | 79,3 | 4,5 | 1,5 | 1,0 | 0,6 | 11,8 |
| 1996-1997 | Seattle S.Sonics | 81   | 4   | 24,4 | 43,9 | 39,5 | 81,7 | 3,7 | 1,3 | 0,9 | 0,6 | 11,0 |
| 1997-1998 | Seattle S.Sonics | 81   | 0   | 20,7 | 41,6 | 39,2 | 78,9 | 3,1 | 1,4 | 0,8 | 0,4 | 7,2  |
| 1998-1999 | Indiana Pacers   | 48   | 0   | 16,4 | 40,0 | 38,9 | 71,7 | 2,9 | 0,5 | 0,3 | 0,3 | 5,0  |
| 1999-2000 | Indiana Pacers   | 81   | 0   | 20,0 | 41,7 | 40,8 | 82,5 | 3,6 | 0,8 | 0,4 | 0,4 | 6,6  |
| 2000-2001 | Indiana Pacers   | 64   | 41  | 15,6 | 38,1 | 34,5 | 84,2 | 2,6 | 0,6 | 0,5 | 0,3 | 3,8  |
| Carriera  | Carriera         | 1286 | 757 | 28,5 | 45,9 | 36,2 | 81,1 | 6,0 | 1,5 | 0,9 | 0,7 | 11,9 |

#### Play-off
| Anno     | Squadra          | PG  | PT | MP   | TC%  | 3P%  | TL%   | RP   | AP  | PRP | SP  | PP   |
| -------- | ---------------- | --- | -- | ---- | ---- | ---- | ----- | ---- | --- | --- | --- | ---- |
| 1985     | Dallas Mavericks | 4   | 4  | 42,3 | 49,0 | 25,0 | 76,5  | 12,8 | 2,8 | 0,5 | 0,3 | 18,8 |
| 1986     | Dallas Mavericks | 10  | 10 | 34,7 | 42,9 | 25,0 | 76,7  | 8,3  | 2,4 | 0,9 | 1,4 | 14,9 |
| 1987     | Dallas Mavericks | 4   | 4  | 33,3 | 50,0 | 0,0  | 69,6  | 8,5  | 1,3 | 1,0 | 0,3 | 17,0 |
| 1988     | Dallas Mavericks | 17  | 17 | 33,6 | 45,1 | 14,3 | 80,3  | 6,6  | 1,8 | 1,5 | 1,0 | 13,5 |
| 1990     | Dallas Mavericks | 3   | 3  | 39,3 | 44,4 | 0,0  | 76,5  | 7,3  | 2,7 | 1,0 | 0,7 | 15,0 |
| 1991     | L.A. Lakers      | 19  | 19 | 39,6 | 54,8 | 36,7 | 76,1  | 8,3  | 1,7 | 0,8 | 1,4 | 17,7 |
| 1993     | Seattle S.Sonics | 19  | 17 | 32,9 | 43,6 | 38,0 | 87,3  | 7,0  | 1,9 | 1,0 | 1,3 | 14,4 |
| 1994     | Seattle S.Sonics | 5   | 0  | 28,2 | 33,3 | 42,9 | 88,2  | 7,2  | 0,8 | 0,8 | 0,4 | 9,8  |
| 1995     | Seattle S.Sonics | 4   | 2  | 35,3 | 43,8 | 45,5 | 100,0 | 7,8  | 3,3 | 0,8 | 1,3 | 13,5 |
| 1996     | Seattle S.Sonics | 21  | 1  | 31,1 | 45,9 | 36,8 | 75,4  | 4,3  | 1,7 | 0,7 | 0,3 | 12,3 |
| 1997     | Seattle S.Sonics | 12  | 6  | 28,3 | 33,7 | 31,1 | 86,2  | 4,4  | 1,3 | 1,0 | 1,0 | 8,4  |
| 1998     | Seattle S.Sonics | 10  | 1  | 21,0 | 38,1 | 41,7 | 60,0  | 3,2  | 1,4 | 0,3 | 0,5 | 5,4  |
| 1999     | Indiana Pacers   | 13  | 0  | 11,2 | 51,4 | 45,8 | 66,7  | 1,9  | 0,5 | 0,0 | 0,2 | 4,1  |
| 2000     | Indiana Pacers   | 23  | 0  | 18,1 | 32,4 | 34,8 | 90,5  | 3,2  | 0,4 | 0,2 | 0,3 | 4,8  |
| 2001     | Indiana Pacers   | 3   | 0  | 6,3  | 25,0 | 25,0 | -     | 1,3  | 0,0 | 0,0 | 0,0 | 1,7  |
| Carriera | Carriera         | 167 | 84 | 28,7 | 44,4 | 36,3 | 78,5  | 5,6  | 1,5 | 0,7 | 0,8 | 11,1 |

#### Massimi in carriera
- Massimo di punti: 45 vs. Golden State Warriors (12 aprile 1990)[1]
- Massimo di rimbalzi: 20 vs. Houston Rockets (12 dicembre 1985)
- Massimo di assist: 10 vs. Washington Bullets (24 gennaio 1993)
- Massimo di palle rubate: 7 vs Milwaukee Bucks (22 febbraio 1990)
- Massimo di stoppate: 5 (5 volte)
- Massimo di minuti giocati: 53 vs. Portland Trail Blazers (18 aprile 1985)

## Palmarès
- McDonald's All-American Game (1980)
- Campione NCAA (1982)
- NCAA AP All-America First Team (1984)
- NCAA AP All-America Third Team (1983)
- NBA All-Rookie First Team (1985)